# مشروع الرهد الزراعي
مشروع الرهد الزراعي هو أحد المشاريع الزراعية الرئيسية للزراعة المعتمدة على الري من الأنهار في السودان . بدأت فكرة هذا المشروع في عام 1973 م وتم تأسيسه في العام 1977 م .

## الموقع الجغرافي والمساحة
يقع المشروع بين خط الطول 22-32 درجة شمالاً وخط العرض 14-16 شرقاً، في محلية الرهد التابعة لولاية القضارف على الضفة الشرقي لنهر الرهد، وهو نهر موسمى يبدأ منبعه من الهضبة الإثيوبية على بعد 20 كيلومتر تقريباً شمال غرب بحيرة تانا في إثيوبيا.
تبلغ مساحة المشروع 353000 فدان وهذه المساحة موزعة في ولايتي الجزيرة و القضارف.
- ولاية الجزيرة وتقع فيها 62% .
- ولاية القضارف وبها 38% من مساحة المشروع .

## المناخ
يسود المشروع مناخ شبه صحراوي ومناخ السافانا الجافة، حيث يبلغ متوسط معدل الأمطار في المناطق الجنوبية للمشروع حوالي 400 مليمتر سنوياً في منطقة المفازة جنوباً وحتى منطقة عين اللويقة، فيما يبلغ متوسطها حتى منطقة ابوحراز شمالاً حوالي 250 مليمتر.

## التربة
التربة في منطقة مشروع الرهد طينية ثقيلة ذات خصوبة عالية حيث تسمح بزراعة العديد من المحاصيل سواء كانت حقلية أو بستانية .

## اهداف المشروع
1. الاستفادة من حصة السودان من مياه النيل.
2. المساهمة في زيادة الدخل القومي بالسودان .
3. تحويل منطقة الرهد من الزراعة التقليدية إلى الحديثة .
4. رفع المستوى المعيشى لسكان المنطقة بإستيعاب 15 ألف مزارع وتحقيق فرص عمل عمل لربع مليون نسمة من سكان المنطقة وتطوير المجتمع الريفي بتقديم الخدمات المختلفة من تعليم وصحة وغيرها.
5. التوسع في زراعة الخضروات والفواكه للإستهلاك المحلي والتصدير .
6. تحقيق التكامل الزراعي بإدخال الحيوان في الدورة الزراعية.

## الدورة الزراعية
بدأت الدروة الزراعية في المشروع بدورة زراعية ثنائية مكثفة (قطن، فول سوداني) على نقيض الدورة الثلاثية في مشروع الجزيرة وثم ادخل محصول الذرة على حساب الفول السوداني ثم جرى تعديل الدورة الي دورة زراعية رباعية (قطن، فول سوداني، ذرة، قمح) واعيدت الي دورة ثنائية مرة ثانية . 

## المحاصيل
القطن، الذرة، الفول السوداني، زهرة الشمس، الأعلاف، الفاكهة ( الجوافة، القريب فرت ، المانجو ) بنجر السكر، الخضروات كالطماطم والمنتجات الحيوانية
وتتراوح الإنتاجية من محصول لآخر، فهي حوالي 25 إلى 30 جوال للفدان الواحد بالنسبة للذرة من نوعية طابت وود أحمد .ويبلغ إنتاج القطن حوالي 15 قنطار للفدان الواحد و الفول السوداني حوالي 40 جوال للفدان الواحد.
يضم المشروع أيضاً تربية المواشي من الابل و الضأن والأبقار.

## المساحة الكلية للمشروع
300000 فدان، ( 126 هكتار )

## نظام الري في المشروع
يبلغ حجم الفيضان النهر حوالي ألف ومائة مليون متر مكعب يتم الاستفادة من فيضان النهر الموسمي بتحويل المياه إلى ترعة مشروع الرهد الزراعية بعد تجميعها في خزان أبو رخم. وبعد نهاية الفيضان تتم مواصلة الري عن طريق الطلمبات من نهر النيل الأزرق . 

يقع المشروع في ثلاثة ولايات من حيث الري القضارف، سنار، الجزيرة ويكون الري بطريقتين : 
1. الري الانسيابي ويكون في بداية الخريف في الفترة من شهر يونيو / حزيران الي أكتوبر / تشرين الأول ) , ويتم الري من خزان الرصيرص عبر قناة الرهد
2. الري عن طرق الطلمبات ( مضخات سحب المياه من النهر آلياً) ويتم ذلك من خزان أبو رخم الذي يبعد حوالي 72 كيلو متر من مدينة الفاو ، حيث توجد ثلاثة قنوات للري تبدأ من الترعة الموصلة وتبعد من منطقة مينا) بحوالي 81 كيلومتر وتنتهي عند نقطة الكيلو 11 . وتتكون الطلمبات فيها من احدي عشر وحدة . وفيما يتعلق بتوزيع مياه الري في الحقول هناك أربعة اقسام رئيسية وبكل منها وحدتين  يقدم إليهما طلب صرف المياه حسب الحاجة .

## محطة بحوث الرهد
توجد في المشروع محطة للأبحاث تم تأسيسها في منتصف سبعينيات القرن الماضي وبدأت نشاطها في مزرعة تمبول حيث تتم دراسة التربة والمحاصيل إلى جانب البحوث الزراعية الأخرى. وتشمل انشطتها عدة تخصصات هي :
- قسم امراض النباتات المعني بدراسة الأمراض والأوبئة التي تصيب النباتات وطرق مكافحتها
- قسم الحشرات
- قسم فلاحة المحاصيل ويتولى دراسة المحاصيل الزراعية وتاريخ الزراعة والمسافات بين السرابات
- قسم الهندسة الزراعية ويخنص بتوفير المعدات الزراعية
- قسم التربة
- قسم تربية الاقطان يعني بتقييم اصناف القطن الموجودة في المشروع
- قسم محصول الدخن

## الآفات التي تصيب المحصول
الدودة الإفريقية ، و الذبابة البيضاء (بالنسبة للقطن)، والعنتد و الفئران (الذرة) وامراض المحاصيل، مثل مرض الساق السوداء و الذبول بالنسبة للقطن ومرض السويد بالنسبة للذرة، ومرض التربسكوري الذي يصيب الفول السوداني و البياض الزغبي ويتلف الدخن ، ومرض الكرمشة في الطماطم. و يتم استخدام المبيد ات لمكافحة الحشرات والآفات.

## النقل والمنشآت
توجد في المشروع  شبكة  طرق داخلية طولها حوال  127 كيلومتر وطريق سريع يربط المشروع  بالخرطوم  عبر  مدني وآخر  إلى بورتسودان   عبر القضارف.
كما  توجد أربعة محالج منشارية  للقطن ومحلج لتثقيب بذرة القطن.